# Fatel Razack
Fatel Razack (Fath Al Razack: Victory of God (Allah) the Provider, arabisch قتح الرزاق, dt.: „Sieg Gottes des Versorgers“, auch: Futtle Razak im Schiffsmanifest, ursprünglich: Cecrops) war das erste Schiff aus Indien, welches Indentureded labourers (Vertragsknechte auf Zeit) nach Trinidad brachte. Das Schiff wurde in Aprenade für einen Händler namens Ibrahim Bin Yussef gebaut, einen indischen muslimischen Händler aus Bombay. Es wurde aus Teak gezimmert und hatte eine Ladekapazität von 415 t. 
Die Briten entschieden 1845 Inder als Arbeiter nach Trinidad zu bringen, aber die meisten der britischen Schiffseigner wollten nicht in diesem Handel beteiligt sein.
Das Schiff wurde ursprünglich Cecrops benannt, aber zur Auslieferung in Fath Al Razack umbenannt. Das Schiff verließ Kalkutta am 16. Februar 1845 und landete nach 90 Tagen im Golf von Paria am 30. Mai 1845, mit 227 Passagieren.
Der Tag der Landung wird seit 1985, dem 140 Jahrestag, als Indian Arrival Day gefeiert.